# Rob Paulsen
Robert Frederick Paulsen III (Detroit, Michigan, 11 de março de 1956) é um dublador e diretor de dublagem norte-americano, conhecido por ser a voz de — entre outros — Raphael na série de televisão de 1987 As Tartarugas Ninja (baseada na série de animação homônima), Yakko Warner e Dr. Otto Scratchansniff de Animaniacs e Pinky de Pinky and the Brain. Paulsen deu a voz para mais de 250 personagens fictícias de desenhos animados e videogames e foi premiado três vezes (1996, 1997 e 1999) com o prêmio de animação Annie Award.